# Catasetum uncatum
Catasetum uncatum är en orkidéart som beskrevs av Robert Allen Rolfe. Catasetum uncatum ingår i släktet Catasetum och familjen orkidéer. Inga underarter finns listade i Catalogue of Life.